# ストーンフィールド (バンド)
ストーンフィールド (Stonefield) は、ビクトリア州の農村部の田舎町ダラウェイト・ギム出身の、エイミー (Amy)、ハナ (Hannah)、サラ (Sarah)、ホリー (Holly) のフィンドレー (Findlay) 姉妹から成るオーストラリアのロック・バンド。最年長のエイミーは、ドラマー兼リード・ボーカリストであり、ハナはギター、サラはキーボードを演奏し、最年少のホリーはベースを演奏する。

## 経歴
元々はイオタ (Iotah) という名義で活動していたが、2010年にトリプルJの新人発掘番組『Unearthed』の決勝コンテストで、彼女たちの曲「Foreign Lover」が優勝した。この優勝の後、このバンドの曲はしばしば放送で流れるようになり、オーストラリアレコード産業協会 (ARIA) の賞をとっている音楽プロデューサー、グレッグ・ウェールズ (Greg Wales) の下で「Through the Clover」を吹き込んだ。2010年には、トリプルJのJアワードの「アンアースト・Jアワード」に、ノミネートされた。
2010年にパースで「One Movement Festival」に出演した後、バンドはグラストンベリー・フェスティバルのブッキング担当者から連絡を受け、翌年のフェスティバルへの出演を打診された。この出演は実現し、6月26日金曜日の 12:00–12:40 の時間帯に、彼女たちはジョン・ピール・ステージ (the John Peel Stage) の2番目の出演者として登場した。
2011年6月、彼女たちは、オーストラリアン・フットボール・リーグ (AFL) の「Womens Round」の行事の一環で、メルボルン・クリケット・グラウンドで行われたジーロング・フットボール・クラブ対ホーソン・フットボール・クラブの公式戦前のエンターテイメントとして演奏を行った
エイミー・フィンドレーは、2010年に、北メルボルンTAFE（Northern Melbourne Institute of TAFE：メルボルン・ポリテクニックの前身）において学士（オーストラリア・ポピュラー音楽）(Bachelor of Australian Popular Music) を取得した。
エイミーは、2011年にテレビ番組『RocKwiz』に出演し、「Through the Clover」を番組のバンドである the RocKwiz OrKestra と演奏し、ニック・バーカーとのデュエットで「Itchycoo Park」を歌った。
バンドのセルフタイトル・アルバム『Stonefield』は、2013年10月19日付のARIAアルバム・チャートにおいて、21位のデビューを果たした。
ストーンフィールドは、2015年APRA音楽賞において、「Love You Deserve」によりロック・ワーク・オブ・ザ・イヤー (Rock Work of the Year) を受賞した。
ストーンフィールドは、ほとんどが自作曲を演奏しているが、ときおりカバー・バージョンにも取り組んでいる。これまでに取り上げた中には、「胸いっぱいの愛を (Whole Lotta Love)や「マジック・ カーペット・ライド (Magic Carpet Ride)」がある。
2015年にはフリートウッド・マックの「ザ・チェイン (The Chain)」を、ケイティ・ヌーナンのアルバム『Songs That Made Me』に収録した。2016年には、フリートウッド・マックのオーストラリア・ツアーで、3回の公演に参加した。

## メンバー
現在のメンバー
- エイミー・フィンドレー (Amy Findlay) - ボーカル、ドラムス（2006年 - ）
- ハナ・フィンドレー (Hannah Findlay) - ギター（2006年 - ）
- ホリー・フィンドレー (Holly Findlay) - ベース（2006年 - ）
- サラ・フィンドレー (Sarah Findlay) - キーボード、ボーカル（2006年 - ）
- アンドリュー・ブレイドナー (Andrew Braidner) - ドラムス（ライブのみ）

過去のメンバー
- エミリー・ショー (Emily Shaw) - ドラムス（ライブのみ）

## ディスコグラフィ
スタジオ・アルバム
| 年   | タイトル           | 最高位 | レーベル             |
| 年   | タイトル           | AUS    | レーベル             |
| ---- | ------------------ | ------ | -------------------- |
| 2013 | Stonefield         | 21     | Illusive, Wunderkind |
| 2016 | As Above, So Below | 19     | Illusive, Wunderkind |

EPs
| 年   | タイトル           | レーベル   |
| ---- | ------------------ | ---------- |
| 2010 | Through the Clover | Shock      |
| 2012 | Bad Reality        | Wunderkind |

Singles
| 年   | タイトル               | アルバム           |
| ---- | ---------------------- | ------------------ |
| 2011 | "Black Water Rising"   | Bad Reality        |
| 2012 | "Bad Reality"          | Bad Reality        |
| 2013 | "Put Your Curse on Me" | Stonefield         |
| 2013 | "Love You Deserve"     | Stonefield         |
| 2015 | "Golden Dream"         | N/A                |
| 2016 | "Stranger"             | As Above, So Below |